# Robert Jaworski
Robert Vincent Salazar Jaworski (Baguio, 8 marzo 1946) è un ex cestista, allenatore di pallacanestro e politico filippino.

## Carriera
Con le Filippine ha disputato i Giochi olimpici di Città del Messico 1968 e i Campionati del mondo del 1974.